# 정광용 (공무원)
정광용(鄭光溶, 1955년 11월 15일 ~ , 충청북도 진천군)은 대한민국의 공무원이다. 

## 학력
- 청주농업고등학교 졸업
- 충북대학교 농학 학사 졸업

### 비학위 수료
- 충북대학교 대학원 농화학 석사 수료
- 충북대학교 대학원 농화학 박사 수료

## 경력
- 1980.09 : 농업기술연구소 토양화학연구담당관실 농화학과 연구사
- 1993.10 : 농업기술연구소 농화학과 연구관리국 연구기획과 연구관
- 2001.07 : 연구관리국 연구기획과장
- 2003.05 : 연구관리국 평가기획단장
- 2004.03 : 작물과학원 호남농업연구소장
- 2007.04 : 환경부 국립환경연구원 환경측정기준부장
- 2009.03 : 국립농업과학원 농업환경부장
- 2009.10 : 국립농업과학원장
- 2012.01 : 농촌진흥청 차장

## 수상
- 2010년 홍조근정훈장

| 전임 강상조 | 제23대 농촌진흥청 차장 2012년 1월 16일 ~ 2013년 4월 18일 | 후임 라승용 |